# Háromkút
Háromkút (románul: Trei Fântâni) falu Romániában, Erdélyben, Neamț megyében.

## Fekvése
A Békás-szorostól 15 km-re délre található, a Hagymás-hegység keleti oldalán, a Nagy-Teleki-csúcs közelében, a Hidegség völgyében, a Kis-Békás patak mentén.
Gyimesközéploktól így közelíthető meg: Hidegségpataka Barackosig 10 km, Farkaspallóig 10 km, a sugói elágazásig szűk 3 km, át a gerincen a falu főutcájáig 8 km, innen a templom még 1 km, összesen a gyimesi főúttól 32 km.
Közigazgatásilag Damukhoz tartozik, a magyarok Gyimesközéplokra adóznak és ott szavaznak, a pap Gyergyószentmiklósról jár, a gyerekek Gyergyószentmiklósra vagy Gyimesfelsőlokra járnak általános iskola felső tagozatra bentlakásos formában.

## Története
A falu nevét 1913-ban említették először. A falu a legeltetésre feljáró gyimesiek szálláshelyeiből kezdett kialakulni.
Azelőtt a mai Hargita megyében található Gyergyószentmiklós, később a Neamț megyei Almásmező része volt; 1956-ban az utóbbiból vált külön.
Gyergyószentmiklósról a Gyilkos-tó irányából meglehetősen rossz úton lehet eljutni (errefelé 
nem vezet aszfaltút) a festői szépségű Kisbékás-patak völgyébe. A Gyilkos-tótól mintegy 15 kilométerre levő Háromkút a Kisbékás-patak két oldalán elszórtan sorakozó házakból áll. A bal parton mintegy ötven család él, zömében magyarok, a patak másik partját alig fél tucat román család lakja. A falu lakói túlnyomórészt gyimesi csángók. Az első telepesek Háromkútra a 19. század közepén érkeztek. Harminc gyimesközéploki gazda vette meg a terület egy részét. Kezdetben csak nyári szállásként lakták a területet, majd lassan állandó lakhelyükké vált. 
Háromkút három egymáshoz közel álló forrásról kapta a nevét. Legjelentősebb és legszebb a Meleg-forrásnak nevezett (télen sem fagy be) bővizű karsztforrás, amely a majd 1800 méter magas Fekete-Hagymás lábánál tör a felszínre. A forrásból kiömlő víz bővizű patak formájában ömlik a Kisbékás-patakba, amelynek kristálytiszta vizében még ma is mosnak az asszonyok. A falu fölé emelkedő fenyvesek már a Nagy-Hagymás Természetvédelmi Terület részét képezik.
1910-ben 101 lakosából 95 fő magyar, 6 román volt. A trianoni békeszerződésig Csík vármegye Gyergyótölgyesi járásához tartozott.
A 2002. évi népszámlálás adatai szerint Háromkútnak 21 lakosa volt, mindenki román.

## Külső hivatkozások
- Képek – Erdély-szép.hu